# 岡本道雄
岡本 道雄（おかもと みちお、1913年（大正2年）11月25日 - 2012年（平成24年）7月24日）は、日本の医学者。京都大学名誉教授・総長。位階は従三位。専門は脳神経解剖学。

## 略歴
1913年11月25日京都府舞鶴市生まれ。旧制第三高等学校を経て、1941年京都帝国大学医学部卒業。同大学院特別研究生修了（脳神経解剖学）。1946年（昭和21年）京都大学医学博士。博士論文の題は「腫瘍の発育より観たる淋巴の解剖学」。
その後、三重県立医科大学教授、神戸医科大学教授を経て、1959年（昭和34年）京都大学教授となり、1970年（昭和45年）医学部長、1972年（昭和47年）に再任の後、1974年（昭和49年）に総長に就任した。
退任後、京都造形芸術大学学長。国際高等研究所所長、臨時教育審議会会長、医道審議会会長、科学技術会議議員、京都文化博物館館長など要職を歴任した。京都大学名誉教授のほか、京都造形芸術大学名誉学長、国際高等研究所特別顧問、神戸市立中央市民病院名誉院長、日独文化研究所理事長・所長、などを務めた。2004年11月、特定非営利活動法人日本政策フロンティア最高顧問に就任。
勲一等旭日大綬章受章。ドイツ連邦共和国功労勲章大功労十字星章受章。
2012年7月24日、慢性心不全のため死去。98歳没。叙従三位。

## 著作
- 『脳の研究』技術同友会〈技同資 57-6〉、1982年7月。全国書誌番号:21454601。
- 『がん対策について』技術同友会〈技同資 58-7〉、1983年8月。全国書誌番号:20745706。
- 『大学の内と外 脳・科学技術・教育と人間』里文出版、1986年3月。 NCID BN01295470。全国書誌番号:86030873。
- 『立派な日本人をどう育てるか』PHP研究所、2001年10月。ISBN 9784569618401。 NCID BA54529410。全国書誌番号:20202162。
- 『人生はわからない 90歳にして語る医療と生き方』法研、2004年10月。ISBN 9784879545480。 NCID BA69593956。全国書誌番号:20698774。

### 翻訳
- Brodal Alf『神経学の基礎と臨床』金芳堂、1961年。 NCID BN15638906。全国書誌番号:61008655。
- Johannes Sobotta 著、H. Becher編著 編『図説人体解剖学』 全3巻、医学書院、1968年。 NCID BN01344394。
  - J.Sobotta、H.Becher 著、H.Ferner・J.Staubesand編著 編『図説人体解剖学』 第1巻（第2版）、医学書院、1974年。 NCID BN01357647。全国書誌番号:69022677。
  - J.Sobotta、H.Becher 著、H.Ferner・J.Staubesand編著 編『図説人体解剖学』 第2巻（第2版）、医学書院、1974年。 NCID BN01357647。全国書誌番号:69022678。
  - J.Sobotta、H.Becher 著、H.Ferner・J.Staubesand編著 編『図説人体解剖学』 第3巻（第2版）、医学書院、1974年。 NCID BN01357647。全国書誌番号:69022676。

### 共編
- 岡本道雄・草間敏夫編 編『脳の解剖学』朝倉書店、1971年12月。 NCID BN01327533。全国書誌番号:69012641。
- 岡本道雄・三輪泰司・金井萬造・霜田稔・中西由起・山本一仁編 編『河野卓男 学研都市と京都の未来』地域計画建築研究所、1994年10月。 NCID BA82664119。全国書誌番号:21483672。
- 岡本道雄・井村裕夫編 編『全人的医学へ』岩波書店〈シリーズ転換期の医学 1〉、2004年9月。ISBN 9784000066082。 NCID BA69101290。全国書誌番号:20686025。
- 岡本道雄・井村裕夫編 編『こころを医学する』岩波書店〈シリーズ転換期の医学 2〉、2004年10月。ISBN 9784000066099。 NCID BA69456321。全国書誌番号:20732492。
- 岡本道雄・井村裕夫編 編『幸福と医学』岩波書店〈シリーズ転換期の医学 3〉、2004年11月。ISBN 9784000066105。 NCID BA69781333。全国書誌番号:20715352。

### 共訳
- Frithjof Hammersen 著、岡本道雄・藤田尚男 訳『実習人体組織学図譜』医学書院、1977年8月。 NCID BN04374008。全国書誌番号:77019938。
  - Frithjof Hammersen 著、岡本道雄・藤田尚男 訳『実習人体組織学図譜』（2版）医学書院、1980年6月。 NCID BN04354780。全国書誌番号:80036172。
  - Frithjof Hammersen 著、岡本道雄・藤田尚男 訳『実習人体組織学図譜』（3版）医学書院、1986年3月。ISBN 9784260100441。 NCID BN01326199。全国書誌番号:86053238。
  - Frithjof Hammersen 著、岡本道雄・藤田尚男 訳『実習人体組織学図譜』（4版）医学書院、1995年5月。ISBN 9784260100618。 NCID BN12781619。全国書誌番号:95070886。

### 監訳
- Sobotta 著、岩堀修明・大谷浩・塩田浩平・杉本哲夫・中野勝磨・中村泰尚・松下松雄・水野昇 訳、Reinhard V.Putz・Reinhard Pabst編著 編『図説人体解剖学』 第1巻（第3版）、医学書院、1985年5月。ISBN 9784260100410。 NCID BN01001616。全国書誌番号:85064031。
- Sobotta 著、岩堀修明・大谷浩・塩田浩平・杉本哲夫・中野勝磨・中村泰尚・松下松雄・水野昇 訳、Reinhard V.Putz・Reinhard Pabst編著 編『図説人体解剖学』 第2巻（第3版）、医学書院、1985年5月。ISBN 9784260100427。 NCID BN01001616。全国書誌番号:85064031。
  - Sobotta 著、岩堀修明・大谷浩・塩田浩平・杉本哲夫・中野勝磨・中村泰尚・松下松雄・水野昇 訳、Reinhard V.Putz・Reinhard Pabst編著 編『図説人体解剖学』 第1巻（第4版）、医学書院、2002年10月。ISBN 9784260100656。 NCID BN15312308。全国書誌番号:97018494。
  - Sobotta 著、岩堀修明・大谷浩・塩田浩平・杉本哲夫・中野勝磨・中村泰尚・松下松雄・水野昇 訳、Reinhard V.Putz・Reinhard Pabst編著 編『図説人体解剖学』 第2巻（第4版）、医学書院、2006年6月。ISBN 9784260100700。 NCID BN15312308。全国書誌番号:20066147。
  - Sobotta 著、岩堀修明・大谷浩・塩田浩平・杉本哲夫・中野勝磨・中村泰尚・松下松雄・水野昇 訳、Reinhard V.Putz・Reinhard Pabst編著 編『図説人体解剖学』 第1巻（第5版）、医学書院、2002年10月。ISBN 9784260100748。 NCID BA60070733。全国書誌番号:21054619。
  - Sobotta 著、岩堀修明・大谷浩・塩田浩平・杉本哲夫・中野勝磨・中村泰尚・松下松雄・水野昇 訳、Reinhard V.Putz・Reinhard Pabst編著 編『図説人体解剖学』 第2巻（第5版）、医学書院、2006年6月。ISBN 9784260100755。 NCID BA60070733。全国書誌番号:20343073。

## 親族
- 妻 岡本彰子（大城戸三治陸軍中将の娘）[8]